# De Oermannen
De Oermannen is een cabaretgroep bestaande uit Ruben Altena (1982), Christiaan Jelsma (1983) en Peter de Vries (1982). Ze zijn met cabaret begonnen op de middelbare school in Dronten. Al sinds 1997 maken ze korte sketches, waarmee ze onder andere twee keer in de finale van de Kunstbende in Vredenburg stonden. Hierdoor werden ze gevraagd voor de Vereniging Lokale Omroep Dronten en kregen ze hun eigen sketch-programma: Scatchy. Nadat regisseur Robert Baarda de jongens begeleid had voor de Kunstbende, overtuigde hij hen ervan een lange voorstelling te maken. Dit werd uiteindelijk het eerste programma van De Oermannen 'Ook Voor Vrouwen'. De première was in mei 2002 in het Papenstraattheater in Zwolle. Vervolgens schreven ze zich in voor onder andere het Groninger Studenten Cabaret Festival 2002 en bereikten daar de finale.
Het programma heeft zich sinds de première sterk ontwikkeld, en omdat de voorstelling zo afweek van het oorspronkelijke programma, veranderde de titel in 'Ja/Nee/Geen Mening'. Dit programma is tussen 2002 en 2005 ruim 120 keer gespeeld.
De Oermannen proberen vooral hun een eigen stijl te ontwikkelen, maar de stijl lijkt het meest verwant aan die van NUHR, Jiskefet, Herman Finkers en Vliegende Panters.
De voorstelling Ja/Nee/Geen Mening wordt niet meer gespeeld.

## Voorstellingen
'Ja / Nee / Geen Mening*' (voorheen 'Ook Voor Vrouwen')

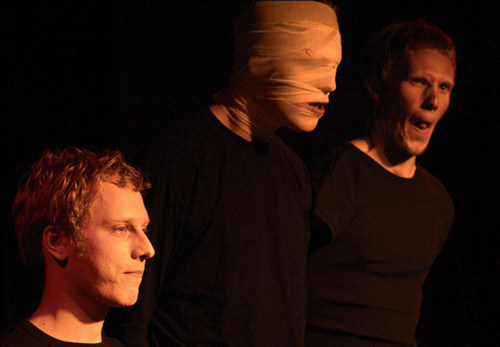

Is het eerste programma van De Oermannen. Het bestaat uit een verzameling korte sketches en liedjes. Het duurt ongeveer anderhalf uur. Het programma bevat veel absurde grappen en interactie met het publiek. Rode draad is de machtsverhouding tussen drie mannen. Op de maan, op de reünie en als hij zijn vriendin weer eens kwijt is, Peter is steeds de gebeten hond, en Ruben en Christiaan bijten door tot op het bot.
'Oprechte deelneming'
Voor de finale van de Talentententoonstelling op het Flevo Festival 2002 werd een gedeelte van het programma 'Ook Voor Vrouwen' gebruikt voor het programma 'Met Oprechte Deelneming'. Met deze 25 minuten wonnen De Oermannen zowel de jury- als de publieksprijs.

## Prijzen
- Finale Kleinzalig 2007
- Finale Uva Cultureel Festival 2003
- Finale Camuz Open Podium Prijs 2003
- Finale Groninger Studenten Cabaret Festival 2002[bron?]
- Jury- en publieksprijs Talentententoonstelling op het Flevo Festival 2002
- Eerste prijs Kunstbende Flevoland 2000 + aanmoedigingsprijs finale
- Eerste prijs Kunstbende Flevoland 1998
- Eerste prijs talentenjacht Ichthus College 1997 (allereerste optreden!)

## Zijprojecten
Scatchy was een het tv-sketch-programma van De Oermannen op de Lokale Drontense televisiestation de VLOD. Het werd maandelijks uitgezonden in het seizoen '97-'98. Met een aantal producties hebben De Oermannen prijzen gewonnen:
Eerste prijs Kunstbende Flevoland 1998
Eerste plaats Gouden Vlam festival categorie jeugd 1998
Aanmoedigingsprijs beste productie Flevoland van een of andere stichting 1998
Na de opheffing van de VLOD hebben zijn er nog enkele filmpjes gemaakt, inmiddels niet meer onder de naam Scatchy. Ze hopen hier in de toekomst ook weer mee verder te kunnen gaan.
Radio Oer is een project dat op zichzelf staat. Op onregelmatige basis wordt er een radioprogramma met verschillende sketches gemaakt. De meeste sketches zijn geheel geïmproviseerd. Vaak weet niemand wat er gaat gebeuren als de microfoon wordt aangezet. Het is een experiment dat in ontwikkeling is.